# Las Doas Verges
Las Doas Verges (en francès Deux-Verges) és un municipi francès, situat a la regió d'Alvèrnia-Roine-Alps, al departament de Cantal. Està situat a l'Aubrac.